# Бернард (Ајова)
Бернард (енгл. Bernard) град је у америчкој савезној држави Ајова. По попису становништва из 2010. у њему је живело 112 становника.

## Демографија
Према попису становништва из 2010. у граду је живело 112 становника, што је 15 (15,5%) становника више него 2000. године.
| Група             | 2000.       | 2010.        |
| Белци             | 97 (100.0%) | 112 (100.0%) |
| Афроамериканци    | 0 (0,0%)    | 0 (0,0%)     |
| Азијати           | 0 (0,0%)    | 0 (0,0%)     |
| Хиспаноамериканци | 0 (0,0%)    | 0 (0,0%)     |
| Укупно            | 97          | 112          |